# Palacio de Olza
El Palacio de Olza es una construcción medieval situada en Olza, municipio de Cendea de Olza. Se ubica en una posición dominante dentro del casco antiguo del lugar, en un altozano con vistas sobre toda la Comarca de Pamplona. 

## Historia
Los comienzos de la construcción datan de finales del siglo XV, cuando se edifica la torre oeste. En el siglo siguiente se alcanza su estado actual al completar el complejo con el cuerpo central y la torre este. Desde entonces, el edificio se ha mantenido sin modificaciones posteriores. No contó con asiento en el Libro de Armería del Reino de Navarra pero perteneció desde sus inicios a familias notables.
El edificio ofrece planta cuadrangular, con un cuerpo central y dos torres laterales. Al norte cuenta con un patio cercado por muros de piedra. Al sur se hallaba la huerta del lugar, con un pozo, hoy sin uso pero que aún conserva las marcas de las cuerdas en sus piedras. Entre el edificio y la huerta hay acondicionado un tramo, pavimentado con adoquín traído de la calle Estafeta de Pamplona, cuando esta calle fue peatonalizada.
Entre los propietarios del edificio en estos siglos de historia se encuentra la Real Colegiata de Santa María de Roncesvalles, la familia Ochoa de Olza, la familia Elio Doussinague y la familia Mencos, actual propietaria. También, fue cedido durante unos años a una comunidad de benedictinos por lo que aún se le conoce erróneamente al edificio como “convento”.
El Palacio de Olza se ha restaurado entre 2015 y 2020 para recuperar su fisonomía original, derribando anexos, cerrando huecos no originales y consolidando el edificio.

## Galería

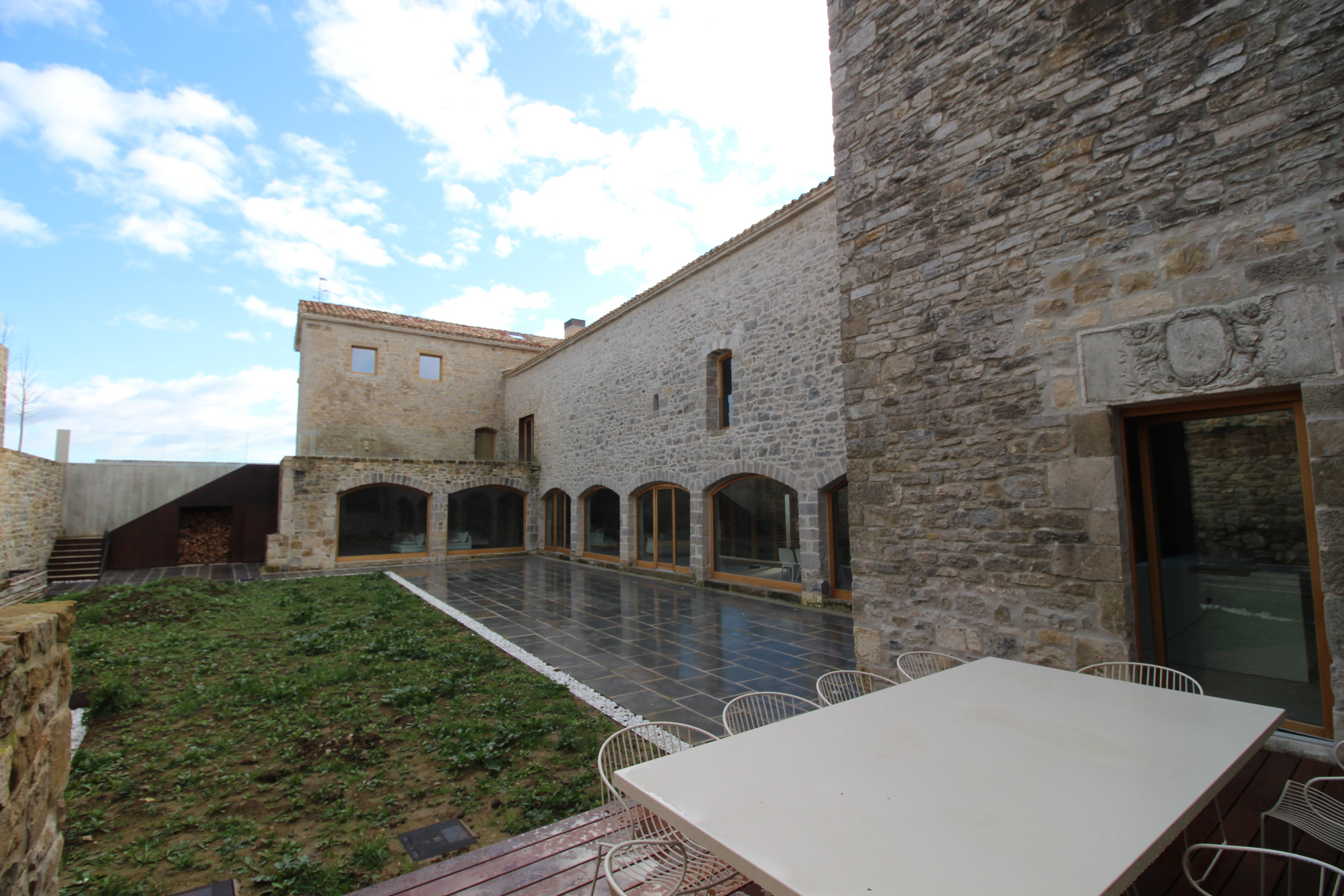
Patio de Palacio de Olza.
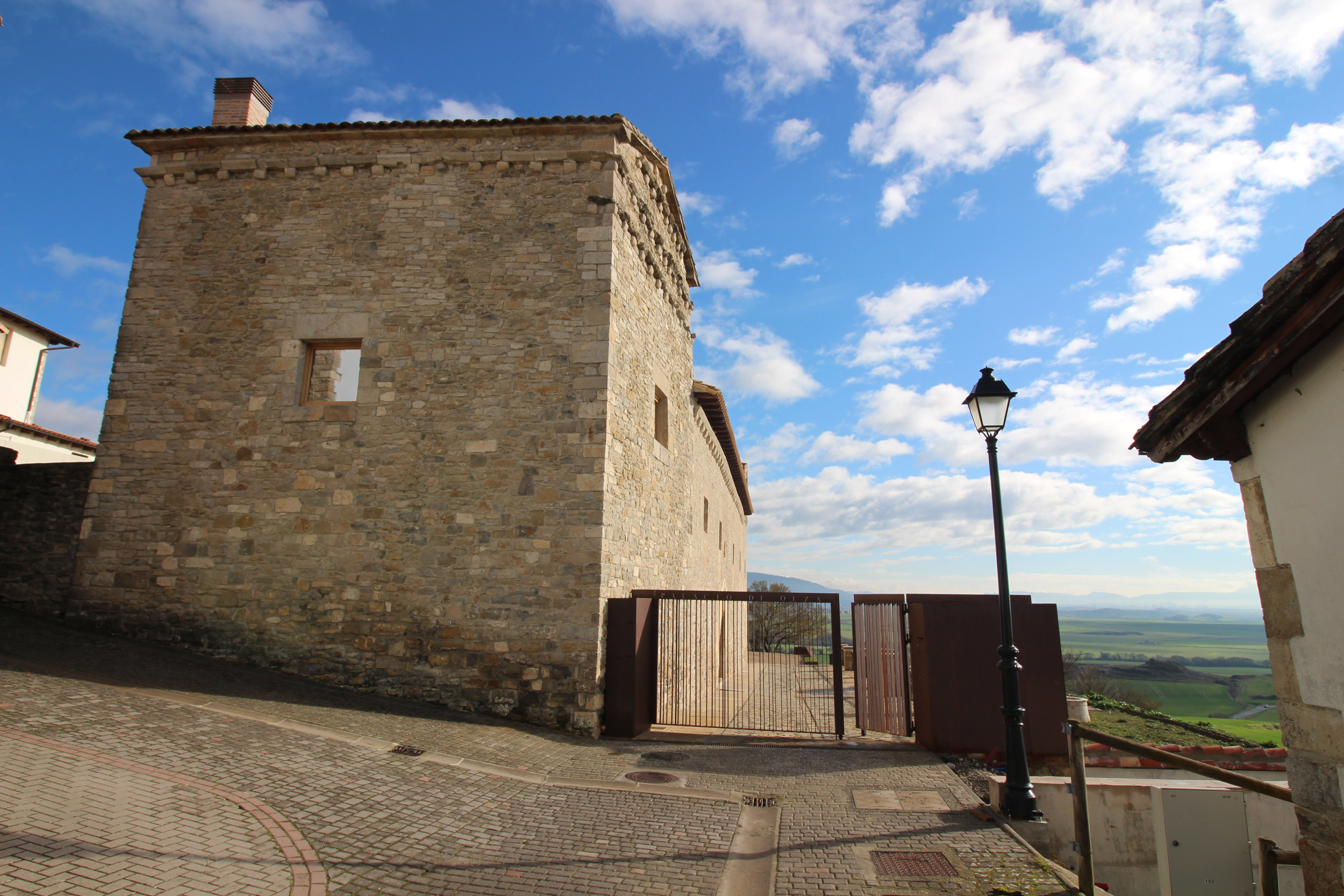
Entrada principal de Palacio de Olza.